# Paspalum expansum
Paspalum expansum är en gräsart som beskrevs av Johann es Christoph Christian Döll. Paspalum expansum ingår i släktet tvillinghirser, och familjen gräs. Inga underarter finns listade i Catalogue of Life.